# HE 1523−0901
HE 1523−0901 ist ein Stern im Sternbild Libra (Waage). Mit einem geschätzten Alter von 13,2 Milliarden Jahren gehört er zu den ältesten bekannten Sternen der Milchstraße. Seine Metallizität ist mit [Fe/H] ≈ −3 sehr gering, er gehört zur Population II.